# Oligia dinawa
Oligia dinawa är en fjärilsart som beskrevs av Bethune-Baker 1906. Oligia dinawa ingår i släktet Oligia och familjen nattflyn. Inga underarter finns listade i Catalogue of Life.